# Robert Doisneau

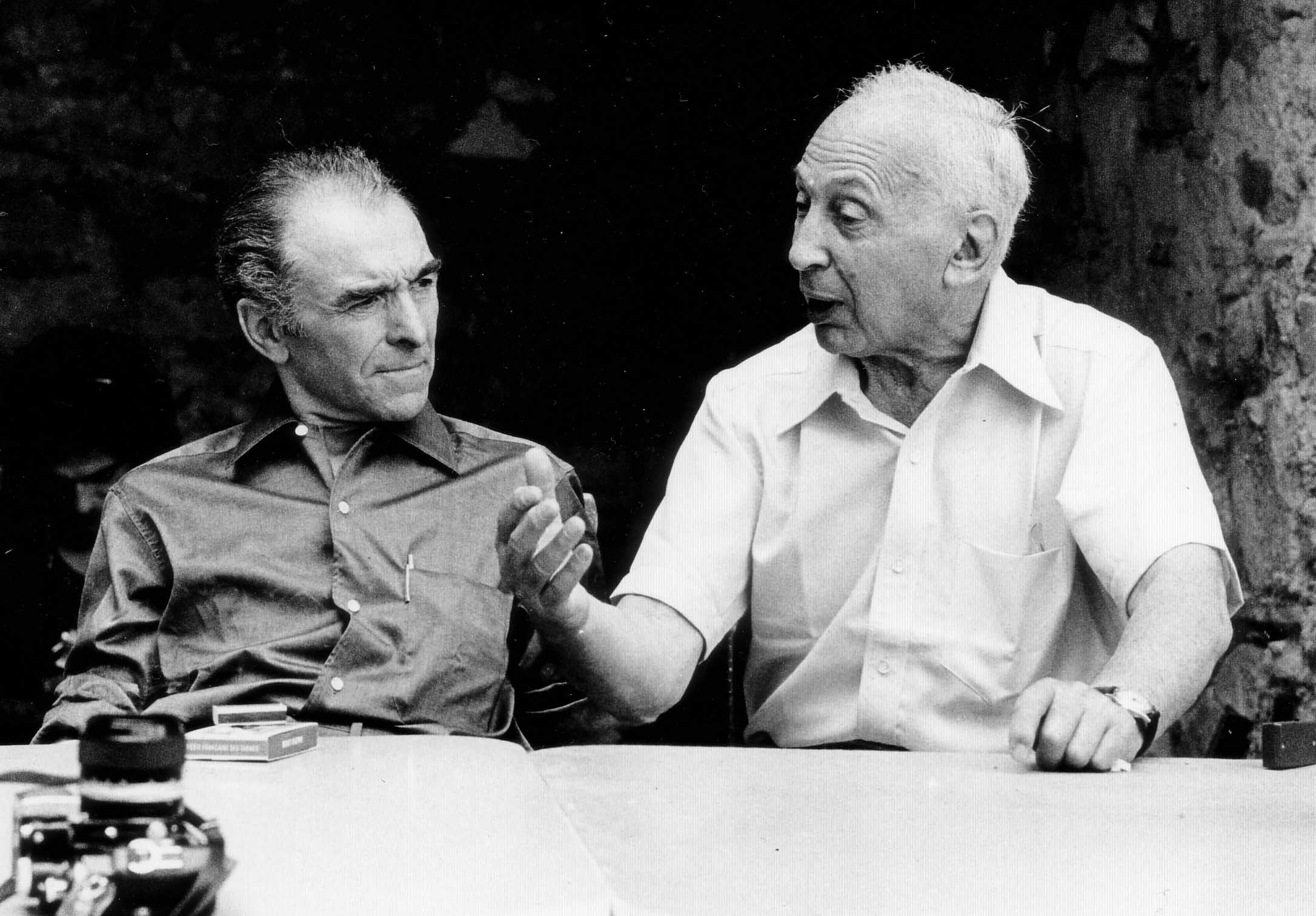
Robert Doisneau (vlevo) a André Kertész na festivalu v Arles roku 1975

Robert Doisneau (14. dubna 1912 Gentilly - 1. dubna 1994 Montrouge, departement Hauts-de-Seine) byl francouzský fotograf, který se proslavil zejména svým humorným zobrazením pouličního života v Paříži. Tak jako Henri Cartier-Bresson a Willy Ronis se řadí k francouzskému hnutí tzv. fotografického humanismu. Ve 30. letech používal fotoaparát Leica a patří k průkopníkům fotožurnalismu. Nejvíce je známá jeho fotografie z roku 1950 s názvem Le baiser de l'hôtel de ville (Milenci před radnicí), kterou pořídil na rušném náměstí v centru hlavního města. Robert Doisneau získal v roce 1984 ocenění Chevalier (Rytíř) Řádu čestné legie.

## Životopis
Narodil se roku 1912 v měšťanské rodině v Gentilly v oblasti Champagne. Roku 1929 ukončil studium grafických umění, absolvoval s diplomem v oborech rytectví a litografie na École d'Estienne v Chantilly a od roku 1930 byl zaměstnán jako fotograf - pomocník sochaře André Vigneaua. Roku 1931 se seznámil s Pierrette Chaumaisonovou, o tři roky později se s ní oženil, měli dvě dcery, z nich jedna byla asistentkou v jeho ateliéru až do jeho smrti.
Svůj první fotografický seriál zveřejnil roku 1932 v časopise L'Excelsior. Od roku 1934 působil jako reklamní fotograf firmy Renault, byl však propuštěn roku 1939 pro opakované pozdní příchody do práce. Téhož roku nastoupil do francouzského hnutí odporu, kde byl během 2. světové války činný jako voják, fotograf a tiskař.
Po válce nastoupil roku 1946 do fotografické agentury Rapho; v letech 1949 až 1952 byl fotografem módního magazínu Vogue. Během fotografování s ním po Paříži často chodil básník Jacques Prévert. V roce 1956 získal ocenění Prix Niépce. Roku 1978 se konala retrospektivní výstava jeho fotografií v Chalon-sur-Saône, další pak roku 1992 v Muzeu moderního umění v Oxfordu. Poslední snímek vyfotografoval 25. září 1993. Zemřel roku 1994 v Montrouge na předměstí Paříže.
Proslavil se zejména snímkem Milenci před radnicí, portréty Jacquese Préverta a Pabla Picassa. Spolu s Henrim Cartier-Bressonem patří k nejznámějším francouzským fotografům.
Zúčastnil se fotografické mise Mission photographique de la DATAR – dokumentace městské a venkovní krajiny ve Francii.
První výstava jeho fotografií v Česku se konala od prosince 2007 do ledna 2008 ve Francouzském institutu v Praze.
Byl členem Klubu 30 × 40.

## Dílo (výběr ve veřejných sbírkách)
- 1940-1944: Lâcher de tracts
- 1944: Amour et barbelés / Láska a drátěný plot
- 1944: La voiture fondue / Bláznivé auto
- 1950: Le Baiser de l'hôtel de ville / Milenci před radnicí (Polibek u radnice)
- 1951: Rue Mouffetard / Ulice Mouffetard
- 1956: Les Écoliers de la rue Damesme / Školáci z ulice Damesme
- 1958: La Transhumance / Stádo na pastvě
- 1959: La Récréation, rue Buffon, à Paris / Odpočinek v ulici Buffon v Paříži
- 1959: Les Sables d'Olonne' / Šavle z Olonne
- 1959: Les grandes vacances / Velké prázdniny
- 1960: Le passant avec un béret / Kolemjdoucí v baretu
- 1971: Devant la laiterie / Před mlékárnou
- 1982: Le Parc Monceau / Park Monceau, Musée d'art v Toulonu

## Ocenění
- Grand Prix national de la photographie